# Джанін Каммінс
Джанін Каммінс (нар. 6 грудня 1974 р.)  — американська письменниця. Авторка чотирьох книг: мемуари під назвою «Розрив на небі» та три романи «Хлопчик іззовні», «Крива гілка» та «Американський бруд».

## Біографія
Джанін Каммінс народилася в Роті (Іспанія), де її батько, Джин Каммінс, перебував у складі ВМС США. Її мати, Кей Каммінс, була медсестрою. Джанін Каммінс провела своє дитинство в Гейтерсбурзі, штат Меріленд, після школи відвідувала університет Тоусона, де вивчала англістику та теорію комунікації. 1993 року Каммінс була фіналісткою фестивалю «Троянда Тралі», міжнародної події, яка проводиться серед ірландських громад у всьому світі, а в самому місті Тралі (Ірландія) переможниця коронується Трояндою. Після університету Джанін Каммінс два роки працювала барменкою в Белфасті, Північна Ірландія, а 1997 року переїхала до США, де знайшла роботу у видавництві «Пінгвін» у Нью-Йорку. Вона працювала у видавничій галузі протягом 10 років.
Її мемуари 2004 р. «Rip in Heaven» присвячені спробі вбивства її брата Тома та вбивства двох її двоюрідних братів і сестер на мосту Ланцюгових скель у Сент-Луїсі, штат Міссурі, коли Каммінс було 16 років Вона відхилила пропозиції щодо права на фільм над книгою.
Наступні два її романи присвячені ірландській історії. The Outside Boy (2010) — про мандрівників пейві, та The Crooked Branch (2013) — про Великий голод Ірландії . Вперше ці книги були опубліковані в Ірландії в 2020 році
Роман Джанін Каммінс «Американський бруд», опублікований 2020 року, розповідає історію матері і власниці книгарні в Акапулько (Мексика), яка намагається разом із сином втекти до США після того, як їхню сім'ю розстріляв наркокартель. У 2018 році книга була продана Flatiron після триденної «війни» між дев'ятьма видавцями, яка закінчилася семизначною угодою. Ще з 2018 року й до публікації в січні 2020 року книга отримала багато позитивних відгуків, а день виходу книги Опра Вінфрі обрала її, як 83-ю книгу свого престижного книжкового клубу Опри . Однак, приблизно за місяць до виходу книги в журналі « Тропіки мета» була опублікована негативна рецензія від латиноамериканки Міріам Гурба. Окрім того за тиждень до виходу книги була опублікована низка критичних оглядів, зокрема і огляд у New York Times . У цих відгуках та листі, підписаному 142 письменниками, Каммінс звинувачується у свавільному трактуванні й неточності у своїх описах як мексиканців, так і досвіду мігрантів. Деякі також стверджували, що Каммінс раніше ідентифікувала себе як білу, але переідентифікувалася як Latina з нагоди публікації книги вказуючи на рядок в опублікованому в 2015 році журналі «New York Times», в якому Каммінс заявила «Я біла». Однак при цитуванні більшість не посилалися на всю заяву в опублікованій публікації, яка стосувалася вбивства двоюрідних братів Каммінс групою з трьох чорношкірих та одного білого чоловіка, і включала рядок «Я біла. Бабуся, яку я поділияла з Джулі та Робіном, була пуерториканкою, а їх батько — наполовину ліванець. Але у всіх практичних аспектах моя родина в основному біла». Суперечка навколо книги Джанін була використана для запуску хештегу " #DignidadLiteraria, щоб привернути увагу до відсутності різноманіття в американській видавничій галузі.
30 січня 2020 року книжковий тур Каммінс було скасовано. «Спираючись на конкретні погрози книгарям та авторці, ми вважаємо, що для них існує реальна небезпека», — написав президент видавництва Flatiron Books Боб Міллер. 10 лютого 2020 року на зустрічі DignidadLiteraria президент Flatiron Books Міллер не визнав жодної загрози смерті Джанін і повторив січневу заяву Flatiron Books, яка описує «конкретні загрози продавцям книг та авторці», як і раніше, точними. У шоу «Клуб книги Опри» 6 березня 2020 року видавець пояснив, що, хоча жодної загрози смерті не надходило, проте висловлювались погрози як Каммінс, так і продавцям книг, які її приймали, та модераторам, які брали участь у заходах.
Каммінс зазначила, що місцем дії її наступної книги може бути Пуерто-Рико.

### Родина та спадщина
Джанін Каммінс визначає себе водночас як білу і латинос, заявляючи в грудні 2015 р. New York Times : "Я все ще не хочу писати про расу. Я маю на увазі, що я справді не хочу писати про расу. . . Я біла ". Бабуся Джанін Каммінс народилася і виросла в Пуерто-Рико, і в інтерв'ю виданню Shelf Awareness сама Каммінс заявила: "Я — латинос ". Вона публічно називала себе латинос під час прес-конференції про роман «Американський бруд». Її чоловік походить з Ірландії і 10 років був іммігрантом без документів у США. Джанін Каммінс має двох дочок. Її кузина Джулі надихнула її зайнятися письменством. '

## Твори
- A Rip in Heaven: A Memoir of Murder and Its Aftermath (Berkley, 2004), ISBN 978-0451210531
- The Outside Boy (Berkley, 2010), ISBN 978-0451229489
- The Crooked Branch (Berkley, 2013), ISBN 978-0451239242
- American Dirt (Flatiron, 2020), ISBN 978-1250209764

## Переклади українською
- Джанін Каммінс. Американський бруд. Пер. з англ. Олени Лісевич. — Київ: Vivat, 2020. — 448 с. ISBN 978-966-982-169-0